# Battlefield: Bad Company
Battlefield: Bad Company er et syvende-generations konsolspil udviklet af det svenske Digital Illusions (DICE). Spillet udkom den 27. juni 2008 i Europa (23. juni i USA og 28. juni i Asien).
Battlefield: Bad Company 2 blev udgivet i Europa den 5. marts 2010.
Spillet foregår nogle år ude i fremtiden, hvor fire soldater fra Bad Company deserterer, da de falder over noget, der virkelig er værd at kæmpe for.
Til forskel fra de andre Battlefield spil er der kommet en hel ny spil mode, kaldet Gold Rush, hvor spillerne er inddelt i to hold, Angriber og forsvarer. Angriberne skal så få ødelagt nogle kasser med guld, mens forsvarerne prøver at forhindre det. Ideen med den nye spil mode, er at spillerne er sammen, og ikke som i den gamle Conquest mode, hvor alle spillerne blev spredt ud over hele banen.
Noget helt nyt er også, at det er muligt at ødelægge næsten alt i banerne. Huse, broer, træer, selv jorden kan blive sprængt i stykker. Det er muligt, at opnå taktiske fordele ved at ødelægge ting.
Battlefield: Bad Company er som det første spil lavet med den helt nye grafikmotor, Frostbite, fra Digital Illusions (DICE).